# Joseph Neyses
Joseph Neyses (* 10. November 1893 in Gummersbach; † 23. Mai 1988 in Düsseldorf) war ein deutscher Musiker. Er leitete von 1945 bis 1964 das Robert-Schumann-Konservatorium (heute Robert Schumann Hochschule) in Düsseldorf. Er und seine Ehefrau Hilde Neyses sind Gerechte unter den Völkern.

## Leben

### Musikalische Laufbahn
Von 1920 bis 1976 war Joseph Neyses Leiter des Bachvereins Düsseldorf, mit dem er unter Mitwirkung von Peter Pears und Hermann Prey in der Johannespassion (März 1958) und Dietrich Fischer-Dieskau in der Litanei von Heinrich Schütz bedeutsame Aufführungen gestaltete. Ebenfalls bedeutsam war die Aufführung des Messias 1946 in der Max-Kirche.
Unter Neyses’ Ägide entwickelte sich das Robert-Schumann-Konservatorium zu einem über die Grenzen der Stadt Düsseldorf bekannten Ausbildungsinstitut; er holte den Geiger Sándor Végh, die Gesangspädagogin Franziska Martinßen-Lohmann und den Akustiker Friedrich Trautwein, mit dem er das erste Tonmeister-Seminar Deutschlands aufbaute, nach Düsseldorf.

### Rettungswiderstand 1944/1945
Joseph Neyses und seine Frau Hilde Luise Ottilie Neyses, geb. Möllenhoff, versteckten ab Mitte September 1944 die Düsseldorferin Erna Etscheid, eine Jüdin, die mit einem nichtjüdischen Bekannten der Neyses’ verheiratet war. Etscheid, in so genannter „Mischehe“ lebend, hatte von der Staatspolizeileitstelle Düsseldorf die Aufforderung erhalten, sich am 17. September 1944 zum Abtransport und zur Deportation am Derendorfer Schlachthof einzufinden. Hierzu erschien sie nicht, sondern nahm nach einigem Zögern das Angebot des Ehepaares Neyses an, bei ihnen unterzutauchen. Sie lebte im Keller des Hauses in Düsseldorf-Oberkassel, Kaiser-Friedrich-Ring 65, bis zur Befreiung des linken Rheinufers durch die United States Army am 2./3. März 1945.  

## Ehrungen
- Professor-Neyses-Platz in Derendorf
- Bundesverdienstkreuz 1. Klasse, verliehen am 5. Januar 1959.[1]
- Die Gedenkstätte Yad Vashem erklärte Joseph und Hilde Neyses am 2. April 1981 zu „Gerechten unter den Völkern“.[2]
- Dauerausstellung für das Ehepaar Neyses in der Mahn- und Gedenkstätte Düsseldorf (seit 2015)